# Тюбей (Симферопольский район)
Тюбе́й (укр. Тюбей, крымскотат. Töbey, Тёбей) — исчезнувшее село в Симферопольском районе Крыма, располагавшееся на севере района, в средней части долины реки Салгир, на левом берегу. Сейчас — в составе западной (левобережной) части современного села Сухоречье.

## История
Первое документальное упоминание села встречается в Камеральном Описании Крыма… 1784 года, судя по которому, в последний период Крымского ханства Тюбей входил в Чоюнчинский Бешпаре кадылык Акмечетского каймаканства. После присоединения Крыма к России (8) 19 апреля 1783 года, (8) 19 февраля 1784 года, именным указом Екатерины II сенату, на территории бывшего Крымского Ханства была образована Таврическая область и деревня была приписана к Перекопскому уезду. После Павловских реформ, с 1796 по 1802 год, входила в Акмечетский уезд Новороссийской губернии. По новому административному делению, после создания 8 (20) октября 1802 года Таврической губернии, Тюбей был включён в состав Кучук-Кабачской волости Перекопского уезда.
По Ведомости о всех селениях в Перекопском уезде состоящих с показанием в которой волости сколько числом дворов и душ… от 21 октября 1805 года в деревне Тубей числилось 10 дворов и 64 жителя, исключительно крымских татар. На военно-топографической карте генерал-майора Мухина 1817 года в деревне Тибей обозначено 10 дворов. После реформы волостного деления 1829 года Тюбей отнесли к Агъярской волости. На карте 1836 года в деревне 5 дворов, а на карте 1842 года Тюбей обозначен условным знаком «малая деревня», то есть, менее 5 дворов.
В 1860-х годах, после земской реформы Александра II, деревню включили в состав Айбарской волости. В «Списке населённых мест Таврической губернии по сведениям 1864 года», составленном по результатам VIII ревизии 1864 года, Тюбей — владельческая татарская деревня с 5 дворами, 22 жителями при реке Салгире. По обследованиям профессора А. Н. Козловского начала 1860-х годов, вода в колодцах деревни была пресная «…и не глубокая, всего 4 сажени» (8 м). Видимо вскоре, вследствие эмиграции крымских татар, особенно массовой после Крымской войны 1853—1856 годов, в Турцию, деревня обезлюдела, и на трехверстовой карте Шуберта 1865—1876 года она не обзначена вовсе. В «Памятной книге Таврической губернии 1889 года» по результатам Х ревизии 1887 года Тюбей также не записан.
После земской реформы 1890 года, деревню отнесли к Бютеньской волости. Согласно «…Памятной книжке Таврической губернии на 1892 год», деревня Тюбей, (находящаяся в частном владении) записана, как смежная с деревней Джага-Мемиш и в обоих было 157 жителей в 22 домохозяйствах. По «…Памятной книжке Таврической губернии на 1902 год» в совмещённой деревне Джага Тюбий числился 401 житель в 84 домохозяйствах.
По Статистическому справочнику Таврической губернии. Ч.II-я. Статистический очерк, выпуск пятый Перекопский уезд, 1915 год, в деревне Джага-Тюбий Бютеньской волости Перекопского уезда числилось 68 дворов (1 двор с землёй, 67 — безземельные) с татарским населением в количестве 53 человек приписных жителей и 263 — «посторонних», из которых 175 мужчин и 141 женщина. Жители владели 2300 десятинами удобной земли. В хозяйствах имелось 132 лошади, 52 вола, 50 коров и 1269 голов мелкого скота, будущее Сухоречье — видимо, произошло объединение селений на разных берегах Салгира, так как далее в известных документах отдельное поселение с названием Тубей-Тюбей в окрестностях не встречается.